# Stade de Saint-Pétersbourg
Le stade de Saint-Pétersbourg (en russe : Стадион Санкт-Петербург), appelé Gazprom Arena (en russe : Газпром Арена) ou, localement, stade Krestovski, est un stade de football situé sur l'île Krestovski à l'ouest de la ville de Saint-Pétersbourg en Russie, terminé en 2016 et doté d'une capacité de 67 800 places. Il héberge depuis 2017 le club du Zenit Saint-Pétersbourg, auparavant basé au stade Petrovski en centre-ville.
Conçu par l'architecte japonais Kisho Kurosawa en forme de soucoupe volante, près du golfe de Finlande, le stade est équipé d'un toit rétractable et d'une pelouse coulissante, ce qui lui permet de maintenir une température d'au moins 15° même en hiver. Il peut également accueillir des concerts, spectacles et diverses manifestations sportives.
Il est notamment desservi par la station Zenit située sur la ligne 3 du métro de Saint-Pétersbourg.

## Histoire
Le stade de Saint-Pétersbourg est construit sur l’île Krestovski qui appartenait, avant la révolution russe de 1917, à la famille des princes Belosselsky Belozersky.
L'ancien stade Kirov, l'un des plus grands du pays (jusqu'à 110 000 spectateurs) a été démoli en septembre 2006 pour faire place à l'actuelle enceinte en vue de la Coupe du monde 2018. Seuls en ont été conservés les pavillons d’origine situés à l’entrée du stade et la statue de SergeI Kirov.
Sa construction, prévue pour 220 millions de dollars et un achèvement fin 2008, a finalement duré onze ans et a coûté plus d'1 milliard et demi de dollars, sans compter les infrastructures annexes (station de métro). Gazprom, principal sponsor du Zenit, a participé au financement de la construction, mais s'est retiré en 2009 à la suite de nombreuses histoires de corruption.
Il a été inauguré sous le nom de « stade de Saint-Pétersbourg » le 22 avril 2017, avant d'accueillir la Coupe des confédérations 2017 et la Coupe du monde 2018 devant 67 000 spectateurs (sa capacité est moindre pour cette compétition). Après la Coupe du monde 2018, il a pris le nom de « Gazprom Arena ».

## Événements
- Coupe des confédérations 2017
- Coupe du monde de football de 2018
- Le 16 décembre 2018, le stade a accueilli un match de hockey sur glace Russie - Finlande (5-0). 81 000 spectateurs ont assisté au match et établi un record d'affluence au hockey sur glace national et européen.
- Championnat d'Europe de football 2020

## Concerts
- Le 2 août 2019, le groupe allemand Rammstein a donné un concert dans le stade.

## Galerie

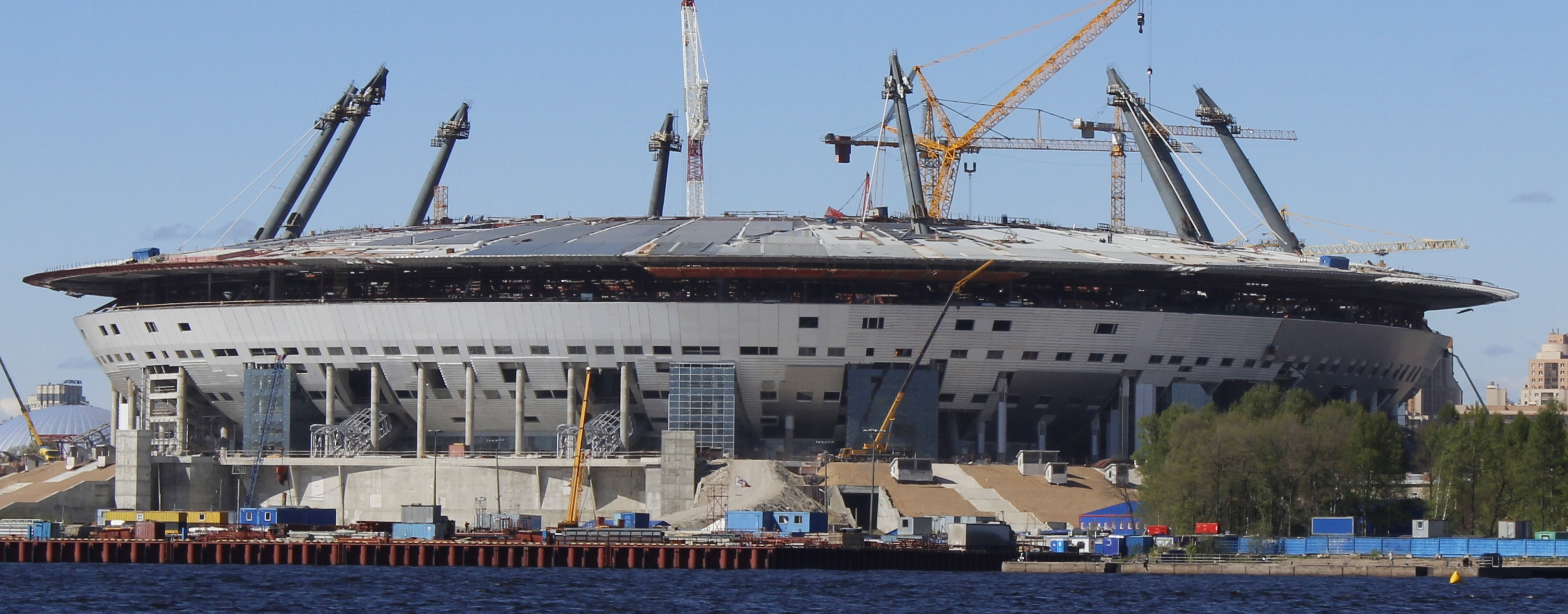
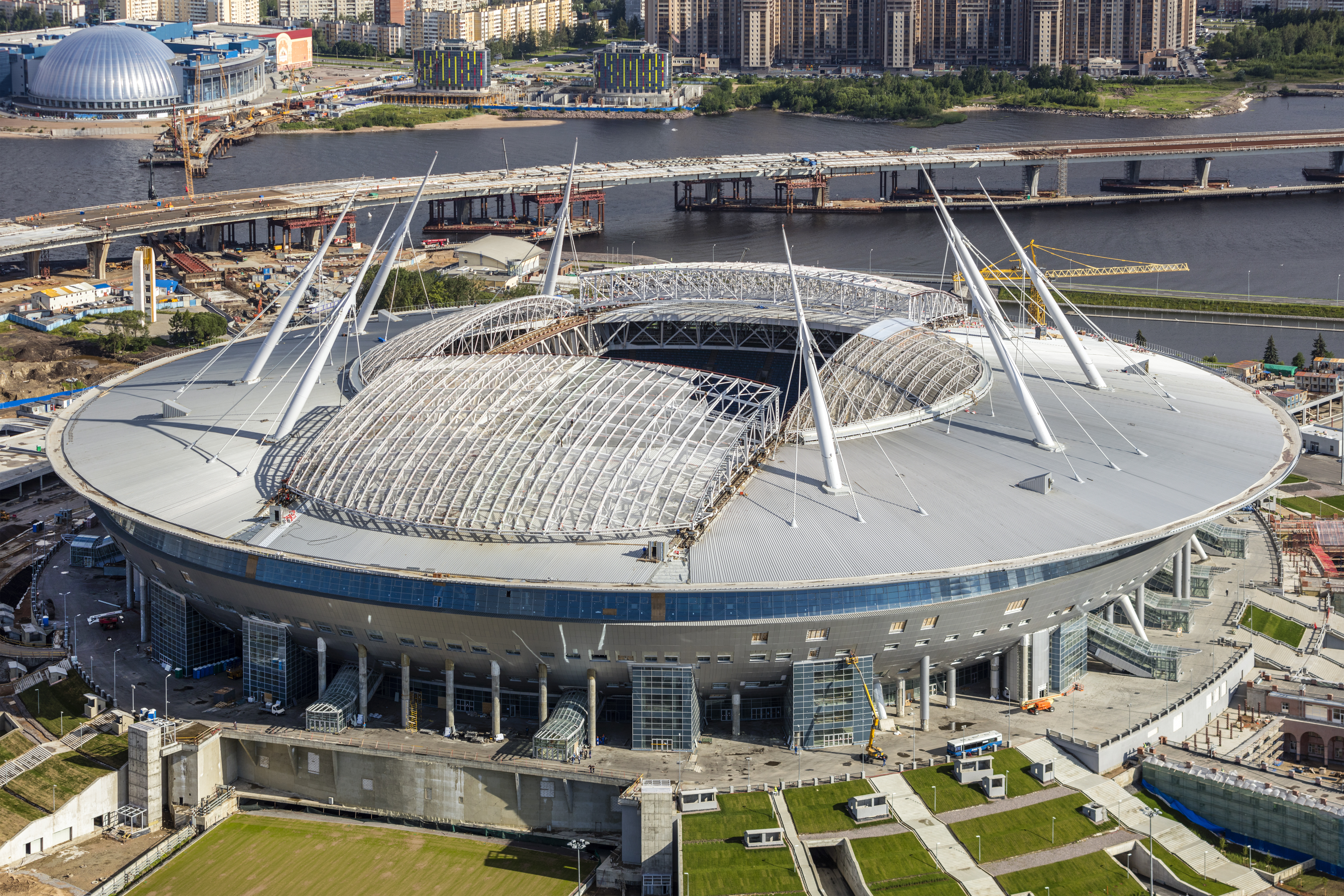
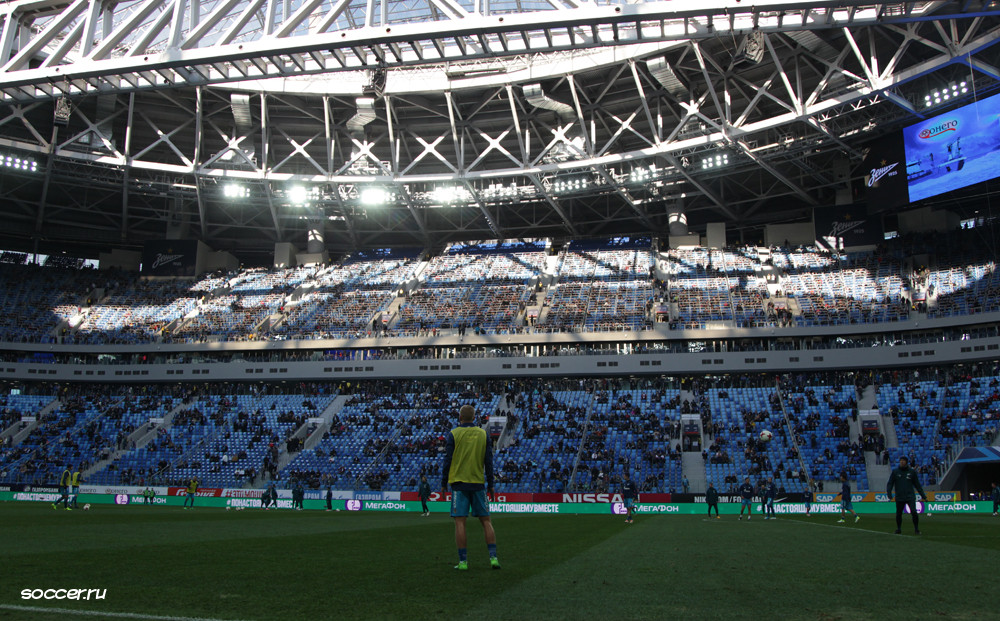
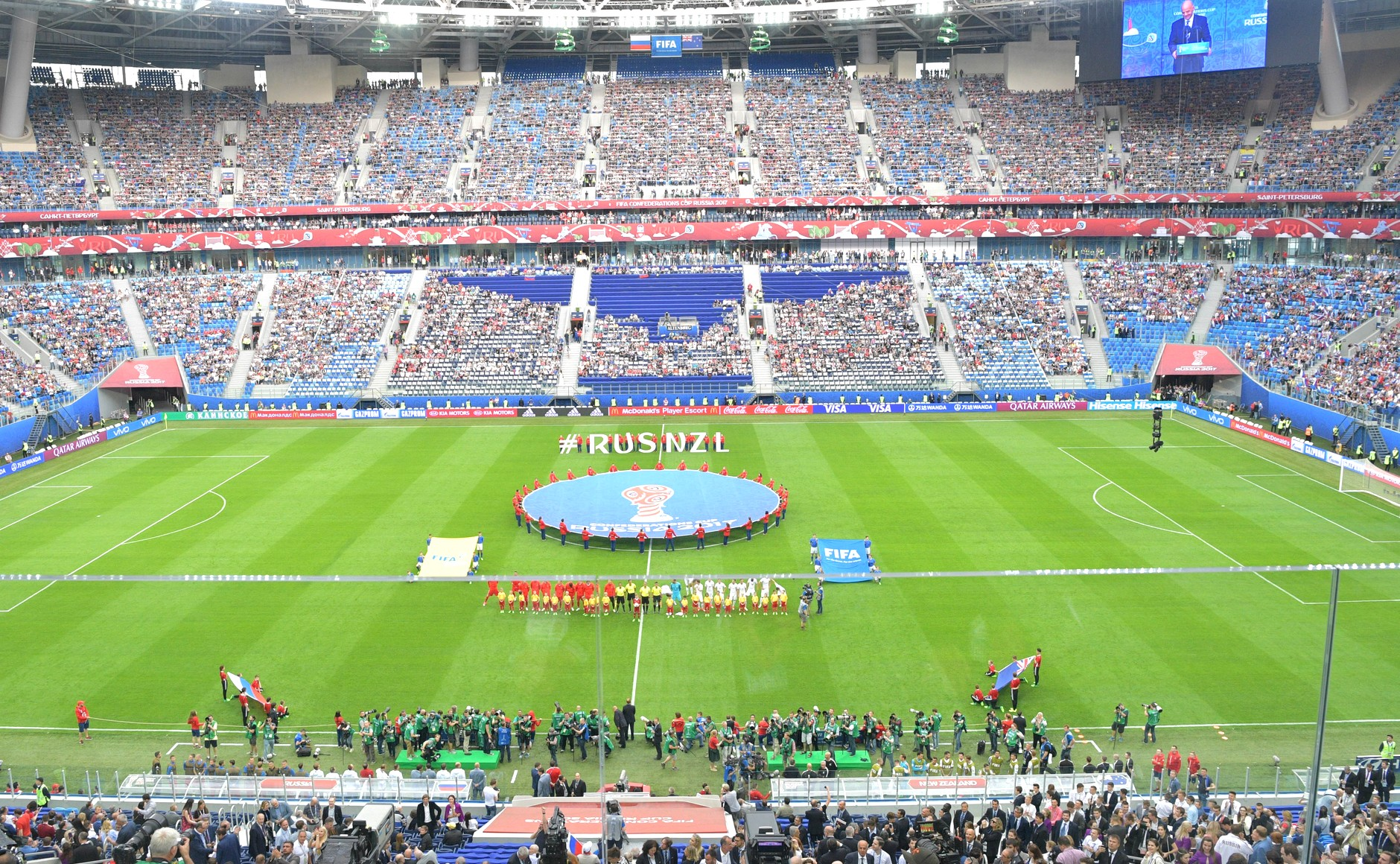

## Matchs de compétitions officielles
Coupe des confédérations 2017
| Date           | Tour     | Équipe 1         | Score | Équipe 2         | Spectateurs |
| -------------- | -------- | ---------------- | ----- | ---------------- | ----------- |
| 17 juin 2017   | Groupe A | Russie           | 2 - 0 | Nouvelle-Zélande | 50 251      |
| 22 juin 2017   | Groupe B | Cameroun         | 1 - 1 | Australie        | 35 021      |
| 24 juin 2017   | Groupe A | Nouvelle-Zélande | 0 - 4 | Portugal         | 56 290      |
| 2 juillet 2017 | Finale   | Chili            | 0 - 1 | Allemagne        | 57 268      |

Coupe du monde 2018
| Date            | Tour                   | Equipe 1 | Score | Equipe 2   | Spectateurs |
| --------------- | ---------------------- | -------- | ----- | ---------- | ----------- |
| 15 juin 2018    | Groupe B               | Maroc    | 0 - 1 | Iran       | 62 548      |
| 19 juin 2018    | Groupe A               | Russie   | 3 - 1 | Égypte     | 64 468      |
| 22 juin 2018    | Groupe E               | Brésil   | 2 - 0 | Costa Rica | 64 468      |
| 26 juin 2018    | Groupe D               | Nigeria  | 1 - 2 | Argentine  | 64 468      |
| 3 juillet 2018  | 1/8e finale            | Suède    | 1 - 0 | Suisse     | 64 042      |
| 10 juillet 2018 | Demi-finale            | France   | 1 - 0 | Belgique   | 64 286      |
| 14 juillet 2018 | Match pour la 3e place | Belgique | 2 - 0 | Angleterre | 64 406      |

Euro 2020
| Date           | Tour       | Equipe 1 | Score           | Equipe 2  | Spectateurs |
| -------------- | ---------- | -------- | --------------- | --------- | ----------- |
| 12 juin 2021   | Groupe B   | Belgique | 3 - 0           | Russie    | 26 264      |
| 14 juin 2021   | Groupe E   | Pologne  | 1 - 2           | Slovaquie | 12 862      |
| 16 juin 2021   | Groupe B   | Finlande | 0 - 1           | Russie    | 24 540      |
| 18 juin 2021   | Groupe E   | Suède    | 1 - 0           | Slovaquie | 11 525      |
| 21 juin 2021   | Groupe B   | Finlande | 0 - 2           | Belgique  | 18 545      |
| 23 juin 2021   | Groupe E   | Suède    | 3 - 2           | Pologne   | 14 252      |
| 2 juillet 2021 | 1/4 finale | Suisse   | 1 - 1 (1 tab 3) | Espagne   | 24 764      |

## Services pour les supporters
Au stade, les services suivants sont offerts aux supporteurs :
- support de navigation et d’information par l’intermédiaire des volontaires ;
- information (bureau d’enregistrement des enfants, stockage des poussettes, bureau des objets trouvés) ;
- consigne ;
- commentaires audio-descriptifs pour les supporteurs non voyants et malvoyants.

Outre cela, des ascenseurs, des rampes et tourniquets ont été prévus pour les personnes à mobilité réduite. Un secteur spécial de l’arène a été équipé pour les personnes aux possibilités limitées.

### Conditions pour les personnes aux possibilités limitées
Au stade SAINT-PÉTERSBOURG ARENA il y a 560 places pour les personnes aux possibilités limitées où 266 places —  pour les personnes en fauteuils roulants. En outre, pour les personnes à mobilité réduite il y a des halls, ascenseurs et rampes spéciaux.

## Sécurité
Pour les matchs de la Coupe du Monde de football le stade correspond complètement aux exigences de la FIFA quant à sa capacité et sécurité.
Des systèmes de vidéosurveillance et de vidéo-identification ont été installés qui permettront de suivre des supporteurs à qui l’entrée au stade est interdite et des fauteurs de troubles.
Aussi, l’arène a été équipée en systèmes d’alarme incendie et en système d’extinction des feux, robotisés.